# Фихте, Иоганн Готлиб
Ио́ганн Го́тлиб Фи́хте (нем. Johann Gottlieb Fichte, 19 мая 1762, Бишофсверда, Верхняя Лужица — 27 января 1814, Берлин) — немецкий философ. Один из представителей немецкого идеализма и основателей группы направлений в философии, которые развились из теоретических и этических работ Иммануила Канта. Фихте часто воспринимается как фигура, чьи философские идеи послужили мостом между идеями Канта и германского идеалиста Георга Вильгельма Фридриха Гегеля. Как у Декарта и у Канта, проблема объективности и сознания служила мотивом его философских размышлений. Фихте также писал работы по политической философии, и из-за этого он воспринимается некоторыми философами как отец немецкого национализма.

## Биография

### Детство и молодость
Иоганн Готлиб Фихте родился 19 мая 1762 года в Бишофсверде в историко-географической области Верхняя Лужица в семье ткача лент Кристиана Фихте (1737—1812) и его жены Марии Доротеи Фихте (урождённой Шурих; 1739—1813).
Выдающиеся способности мальчика обратили на себя внимание барона фон Мильтица, который однажды опоздал на церковную службу и пропустил проповедь. Фихте обладал феноменальной памятью и слово в слово воспроизвёл эту проповедь для барона, что произвело на последнего большое впечатление, и он позаботился о дальнейшем образовании мальчика. С 1774 по 1780 год он учился в известной земельной школе Пфорта. Затем Фихте слушал лекции богословия в Йенском и Лейпцигском университетах.
Повинуясь настояниям матери, молодой Фихте предполагал сделаться пастором, но смерть патрона отняла у него надежду получить желаемое место. Долго он боролся с нуждой, давая частные уроки. С 1788 года он делается домашним учителем в Цюрихе, где знакомится с Лафатером и Песталоцци, а также с Иоганной Рейн (1755—1819) (племянницей Клопштока), на которой впоследствии и женится.

### Зрелость
В 1790 году Фихте впервые изучает критическую философию: до этих пор он увлекался Спинозой и отвергал свободу воли. Особенно поразила его этическая сторона Кантовской философии: примирение антиномии свободы и необходимости и связанное с ним сознание возможности нравственности. Этические стремления являются для Фихте коренными источниками философского творчества. Неотделимость моральной стороны личности от развиваемых ею взглядов он выражает в словах: «какую философию изберёшь, зависит от того, что ты за человек».
В 1791 году Фихте приехал в Кёнигсберг; здесь он познакомился с Кантом, которому прислал рукопись «Опыт критики всякого откровения». Кант одобрил его труд и подыскал для него издателя. Сочинение появилось в свет анонимным и было встречено публикой с величайшим сочувствием: оно было принято за произведение самого Канта по философии религии, которое ожидалось с нетерпением. Когда недоразумение выяснилось, Фихте сразу прославился.
С 1794 по 1799 годы Фихте читал лекции в Йенском университете. В 1798 году он подвергся вместе с Карлом Форбергом обвинению в атеизме по анонимному доносу за статью «Об основании нашей веры в божественное мироправление», представлявшую введение к статье Форберга «Развитие понятия религии». Фихте заявил, что не признаёт себя виновным и, в случае получения публичного выговора, выйдет в отставку, что и было им сделано, когда он не нашёл поддержки со стороны своих университетских товарищей; даже Гёте находил, что о предметах, которых коснулся Фихте, «было бы лучше хранить глубокое молчание».
В Берлине (1799), куда отправился Фихте, к нему сочувственно отнеслись и король, и общество. Он близко сошёлся с Шлегелями, с Фридрихом Шлейермахером, и вскоре стал читать публичные лекции, привлекавшие многочисленную аудиторию. В 1805 году он начал читать лекции в Эрлангене. Наступление французов вынудило его перебраться в Кёнигсберг, где он недолго читал лекции и подготовлял свои «Речи к немецкому народу», произнесённые им в Берлинской академии зимой 1807—1808 годов.

 В условиях французской оккупации Германии Фихте обратился со своими речами «К германской нации» (1808), в которых призывал к моральному возрождению немцев и впадал во многие националистические преувеличения. — З. Я. Белецкий
В Берлине стал масоном, вступив в масонскую ложу «Пифагор к пламенеющей звезде», оставался её членом до кончины.
В 1809 году был основан Берлинский университет, где Фихте занял кафедру философии.

### Смерть и характер личности
Он умер 29 января 1814 года в Берлине, заразившись горячкой от жены, самоотверженно посвятившей себя уходу за ранеными в военных лазаретах.
Как личность, Фихте, несомненно, представляет черты великого характера: единство и цельность натуры, честность и прямота, в связи со стремлением к независимости и замечательным самообладанием — вот главные его свойства. Оборотная их сторона — некоторое упрямство, жёсткость и бедность фантазии; Фридрих Якоби говорит о «логическом фанатизме» Фихте.
Императивный характер мышления Фихте сказывается иногда даже в тех внешних формах, которые он придаёт своей мысли — достаточно вспомнить хотя бы заглавие одной из его статей: «Sonnenklarer Bericht, ein Versuch den Leser zum Verstehen zu zwingen» (Ясный как день рассказ, попытка принудить читателя понимать). Шеллинг и его жена сочинили по этому поводу остроумное четверостишие: «Zweifle an der Sonne Klarheit, zweifle an der Sterne Licht, Leser, nur an meiner Wahrheit und an deiner Dummheit nicht!» (Сомневайся в солнце ясном, сомневайся в свете звёзд, читатель, лишь в глупости твоей и истинности нашей, сомнения нет). Теоретическая философия имела в глазах Фихте служебное назначение по отношению к практической. Вот почему Фихте, как и Сократ, не углубляется в исследование натурфилософских проблем: этический интерес преобладает в его душе над интересом теоретическим (вдобавок, ему недоставало и научных знаний). Равным образом Фихте уделяет очень мало места в своих философских трудах эстетическим вопросам — черта, напоминающая Платона и Спинозу. Важнейшие произведения Фихте посвящены метафизике, философии права, этике, философии истории, социальной педагогике и философии религии.

## Философия Фихте
Как мыслитель, Фихте не пользовался широкой популярностью. Количество исследований о Фихте значительно уступает, например, количеству исследований об Артуре Шопенгауэре или Иоганне Гербарте.
В теории познания значение Фихте заключается в провозглашении неотделимости субъекта и объекта друг от друга и в указании на то, что последовательное развитие критического идеализма должно привести к критическому солипсизму. Представители этого последнего направления выделились из неофихтеанской фракции Кантовской философии (Шуберт-Зольдерн). В области практической философии чрезвычайно важна связь, установленная Фихте между этикой и социализмом: он первый понял и доказал, что экономический вопрос тесно связан с этическим. Не менее интересны и социально-педагогические идеи Фихте: они нашли себе отголосок в исследовании Наторпа.
Метафизика Фихте (произведение «Наукоучение» в первоначальной редакции) сложилась под влиянием главным образом трёх факторов:
- Влияние предшествующих философских систем
- Психологические мотивы
- Общественная потребность в создании социальной философии

### Влияние предшествующих философских систем, главным образомКантаиСпинозы
От Спинозы Фихте заимствовал рационалистический дух его системы. Если Спиноза стремится more geometrico вывести все содержание своей философии из единого понятия (Бога), то и Фихте в такой же строго-схоластической (хотя и не математической форме) стремится вывести все содержание своей системы из единого понятия («Я»). Но, увлекаясь логическим монизмом Спинозы, Фихте стремится порвать с догматической основой этой рационалистической системы. Возвращение к субстанции как к некоторой потусторонней, трансцендентной сущности, какой она является у Спинозы, представляется ему после Кантовой критики невозможным.
В системе Канта Фихте усматривает следующие недостатки:
- Кант своей критикой познания показал очевиднейшим образом, что всякое бытие есть непременно мыслимое, сознаваемое бытие: бытие не мыслимое, не сознаваемое, лежащее вне пределов духа — «вещь в себе» — есть non-sens, «Unding»; между тем, Кант не отбрасывает эту «вещь в себе», но утверждает, что вещи в себе существуют и воздействуют на наши чувства. Этим путём Кант снова впадает в тот догматизм, против которого боролся. Необходима поправка к его системе, заключающаяся в провозглашении абсолютного идеализма, в признании мнимого значения за понятием «вещи в себе».
- Описывая в «Критике» механизм познания, Кант не даёт себе труда установить единый основной принцип познания, из которого все последующее вытекало бы с логической необходимостью: формы созерцания, категории и законы мысли описаны Кантом, но их внутренняя связь и логическое единство не доказаны. Такую дедукцию всех законов познания из единого основного принципа (нашего «Я») Фихте и предпринимает в «Наукоучении».
- Философия Канта страдает непримирённым дуализмом теоретического и практического разума. Мир вещей в себе и мир явлений остаются разделёнными, категорический императив и идея долга не связаны внутренним образом с идеалистическим мировоззрением: необходимо создать связующее звено между познанием и деятельностью. Таким связующим звеном является, по мнению Ф., идея умственного усилия, которое составляет основу познания (в активности внимания в процессе суждения, в «спонтанности» разума) и в то же время есть ядро и волевой деятельности, проявляясь в нашей решимости действовать согласно велению разума.

Внося «поправки» в систему Канта, Фихте продолжает считать свою систему критицизмом, несмотря на то неодобрение, с которым она была встречена Кантом. На истолкование Кантовой системы у Фихте повлияли и второстепенные кантианцы конца XVIII в.: Рейнгольд, Маймон и Бек, а также скептик Шульце (Aenesidemus), особенно в идеалистическом истолковании проблемы «вещи в себе».

### Психологические мотивы
На образование Фихтевской метафизики, кроме предшествующих философских систем, влияли психологические мотивы. Нравственность он считал немыслимой без свободы воли — а на почве догматической философии (например, в границах спинозизма) идея свободы оказывалась неосуществимой. Только критический идеализм примирял антиномию свободы и необходимости.
Отсюда та радость, которую испытал Фихте, усвоив основания критической философии: она давала ему твёрдую опору в том нравственном возрождении, которого он жаждал для себя и для измельчавшего, погрязшего в эгоизме современного ему немецкого общества. В свободе — путь к обновлению человечества, к созданию «новой земли и новых небес»; нет нравственности без свободы, а свобода допустима лишь с идеалистической точки зрения — вот ход рассуждений, заставляющий Фихте защищать с такой страстностью идеализм.
Для Фихте Кантовский идеализм, оставляющий для вещи в себе хотя бы проблематическое существование, представляется недостаточно гарантирующим духовную свободу. Только с точки зрения абсолютного идеализма, признающего весь материальный мир творением духа, возможна полная власть над природой, полная автономия духа. Сомнения в свободе, в основаниях нравственности, критическое отношение к идее долга, попытки исследовать её происхождение были для такой натуры, как Фихте, психологически невозможны; теоретическое исследование долга для него как бы невозможно, ибо «это было бы дьявольской попыткой, если бы понятие дьявола имело смысл». «Уже при одном имени свободы, — говорит он, — сердце моё раскрывается, расцветает, тогда как при слове „необходимость“ оно болезненно сжимается». Этот субъективный элемент философии Фихте был указан ещё при жизни Ф. Гегелем, отметившим «наклонность Фихте ужасаться, скорбеть и испытывать отвращение при мысли о вечных законах природы и их строгой необходимости».

### Общественная потребность в создании социальной философии
Характер философии Фихте также определялся назревшей в Германии общественной потребностью в создании социальной философии.
Кант наметил путь, по которому предстояло двигаться философской мысли в области политики и права, но он мало сделал в этом направлении. Его «Метафизические начала учения о праве», вышедшие после философии права Фихте, — одно из наиболее слабых его произведений. А между тем потребность в твёрдых руководящих началах в области политики и права в эпоху, следовавшую за Великой французской революцией, была очень велика.
Кант провёл резкую разграничительную черту между законами познания и нормами нравственности:
- законы распространяются на то, что есть; они суть неизменные свойства познаваемого;
- нормы суть предписания, касающиеся того, что должно быть;

нормы нарушаются — законы обусловлены структурой познающего ума и потому ненарушимы.
Фихте обнаруживает стремление стушевать этот дуализм природной и моральной необходимости: в его глазах мышление и деятельность, познание и поведение так тесно слиты в активности нашего духа, что отступление от норм поведения должно повлечь за собою и невозможность закономерного познания.
Кант, противопоставляя логическую необходимость законов познания моральной необходимости категорического императива, ставит познание в подчинённое отношение к моральному закону, не отрицая, однако, возможности познания вне нравственности. Фихте идёт дальше и допускает самую возможность знания лишь под условием допущения нравственных норм: «Kein Wissen ohne Gewissen».

### Метафизика
Исходное положение философии Фихте представляет, таким образом, как бы синтез Декартовского «Cogito» с «категорическим императивом» Канта; оно заключает в себе одновременно и указание на самоочевиднейшую истину, и основное веление совести. Подобно тому, как механик предпосылает своим исследованиям постулаты «допусти существование движения» (хотя бы идеального), так и Фихте начинает с веления: «Cogita!».
«Я» как некоторая непрестанная духовная деятельность, необходимость сразу и моральная, и логическая, необходимость и мыслить, и действовать, ибо и мышление есть уже деятельность — вот что служит для Фихте началом философии: «Im Anfang war die Tat». Непрестанная деятельность духа есть нечто самоочевиднейшее, ибо в процессе познания нельзя отвлечься от «я» и его деятельности. Все дальнейшее содержание познания есть дальнейшее необходимое проявление этой активности нашего «я». Познание не есть неподвижная схема законов и форм мысли, данная нашему уму извне статически: оно всегда есть живой процесс, который нужно рассматривать динамически. Теория познания есть в то же время и теория деятельности, ибо все законы и все содержание познания извлекаются активностью духа из его собственной сущности. Итак, я есмь; это положение заключает в себе не только указание на первоосновной факт сознания, но в нём заключается также и указание на некоторый основной закон мышления — закон тождества.
Что значит «я есмь?». Это значит: «я» есмь «я». Каково бы ни было случайное эмпирическое содержание моего сознания, я несомненнейшим образом сознаю тождественность моего «я» с самим собой. Равным образом «я есмь» заключает в себе и основную категорию нашей мысли — категорию реальности. Я могу сомневаться в реальности чего угодно, только в реальности «я» сомневаться нельзя, ибо оно и есть основа реальности. Но установление активностью духа несомненного факта реальности «я» — «полагание я» — возможно лишь при предположении, что этому «я» противостоит нечто представляемое, сознаваемое им, для него, «субъекта», служащее «объектом». Таким образом, «я» предполагает нечто противостоящее ему — «не-я». Но понятия «я» и «не-я» находятся одно по отношению к другому в противоречии; следовательно, с противоположением «я» и «не-я» теснейшим образом связан и закон противоречия («Я не есть Не-я» — «А не есть не А»), а также категория отрицания, на последнюю же опираются суждения, в которых мы противополагаем субъект и предикат. Но «не-я» противостоит нашему «я» и ограничивает его, так же, как последнее ограничивает «не-я»; следовательно, обе стороны в процессе познания — субъект и объект — не безграничны, но взаимно ограничивают свою деятельность: «я» противополагает в «я» делимому (то есть ограниченному) «я» делимое «не-я».
Таковы «три основных положения» теоретической философии Фихте:
- тезис
- антитезис
- синтезис

представляющие в своей последовательности диалектический процесс вскрытия противоречия и его «снимания» следующим за ним актом духа.
В третьем положении «я» и «не-я» взаимно ограничивают друг друга и сочетают в своём взаимоотношении свои противоположные свойства; в нём заключена категория ограничения или определения, ибо всякое определение есть синтез разнородного. Но в то же время в нём заключён и закон основания, в силу которого мы подводим видовые понятия под родовые, объединяя частное, различное в общем.
Но, как уже было замечено, познание есть процесс: «я» не созерцает просто «не-я», они взаимодействуют, при чём «я» играет активную роль (полагая «не-я»), а «не-я» — пассивную. На первый взгляд может показаться, что противоположность между ними качественная, то есть что «не-я» есть нечто абсолютно sui generis по сравнению с «я». Такова точка зрения догматизма, рассматривающего «не-я» — внешний мир — как нечто абсолютно чуждое нашему «я».
Догматики реализма впадают здесь в иллюзию: продукт творческой деятельности духа они принимают за потустороннюю реальность. На самом деле между «я» и «не-я» противоположность количественная: объекты познания представляются в большей или меньшей степени близкими нашему самосознанию, более или менее отчётливо сознаваемыми, но в конце концов все они принадлежат нашему «я». Творческий дух порождает «не-я», проектирует его перед нами, является причиной его кажущейся независимости от сознания — объективности, а его деятельность создаёт то устойчивое в изменчивых атрибутах «не-я», что представляет субстанциальность вещей.
Таким образом, из взаимоотношения субъекта и объекта вытекают категории взаимодействия, причинности и субстанциальности.
Однако почему же мы так склонны рассматривать «не-я» как нечто внешнее по отношению к нашему сознанию, существующее помимо его? Почему мы воображаем, будто за чувственной оболочкой явлений скрывается косная, материальная субстанция, являющаяся причиной нашего знания о явлениях внешнего мира?
Фихте нисколько не отрицает того принудительного характера, каким обладают восприятия, навязываемые нашему сознанию как нечто внешнее, независимо от нас существующее. Он объясняет эту метафизическую иллюзию следующим образом. Дух есть непрестанная деятельность, деятельность беспредельная, progressus in indefinitum; он как бы стремится охватить «не-я», сделать его всецело объектом наивысшей сознательности, духовности. «Не-я» — это чувственный материал, который должен быть охвачен «я» и возведён на степень ясного сознания; но «не-я» как бы ограничивает эту непрестанную деятельность духа: лишь ничтожная часть его проникает в сферу ясного сознания — остальное ускользает, как материал, подлежащий отчётливому исследованию и переработке духа в будущем. «Я» — как бы Сатурн, вечно пожирающий своё же детище «не-я» и никогда не удовлетворяющий своего голода. Моё эмпирическое сознание есть как бы арена этой вечной борьбы титана «я» с его собственным продуктом — чувственным миром. Но в моё непосредственное сознание проникает лишь конечный продукт этого стихийного процесса, этой вечной творческой деятельности «я». Мне предстоит внешний мир как нечто не зависящее от моей воли и от моего сознания не потому, чтобы он имел реальность как вещь в себе, но потому, что процесс его объективации творческим «я» был бессознательный процесс, и я неожиданно встречаю в моём сознании то, что вырастает из подсознательных глубин моего духа. Проекция мира вовне совершается в моём «я» бессознательным механизмом творческого воображения. Продуктом этой творческой деятельности и является, прежде всего, тот материал, из которого, так сказать, сотканы восприятия, а именно ощущения: ведь восприятия и суть ощущения, объективированные бессознательной деятельностью «я».
Но эта объективация ощущений сама возможна лишь при посредстве пространства и времени. В противоположность Канту, доказывавшему идеальность объектов, исходя из идеальности пространства и времени, Фихте доказывает на основании идеальности объектов идеальность пространства и времени.
Пространство как сплошная, однородная и бесконечно делимая среда представляется Фихте условием творческого акта проекции ощущений. Фихте, однако, не предполагает пространства в качестве пустого вместилища, которое творческая активность «я» заполняет объективированными ощущениями. Пространство есть выражение простого отношения сосуществования: не вещи находятся в пространстве, но они протяжённы, потому что иначе не могли бы сосуществовать. Итак, объект протяжён; в каком же отношении находится к нему постоянно деятельный субъект? В чём соприкасается эта деятельность с порождаемым ею явлением? Наше «я» постоянно переносит внимание с одного предмета на другой: в каждое мгновение его «Blickpunct» направлен на что-нибудь — и этот миг настоящего в фокусе сознания, представляющий вечно подвижную границу между прошедшим и будущим, и есть условие для нашего самосознания.
Таким образом, для «полагания», реализирования объекта сознания нужно время, которое и есть отношение последовательности. Отсюда ясно, что пространство и время суть продукты внепространственной и вневременной творческой деятельности воображения. Внутренность непроницаемых объектов восприятия и то, что лежит за пределами непосредственной сферы восприятия, а также прошедшее время нереальны в смысле независимого от сознания существования; но для сознания они реальны, как представления, закономерно построяемые нашим воображением. Прошедшее существует для нас лишь как представление в настоящем. «Вопрос, существует ли реально прошедшее, равносилен вопросу: существует ли вещь в себе». Пустого пространства нет, протяжённость и интенсивность ощущения необходимо синтетически связаны: пространство порождается экспансивной деятельностью воображения, выражающейся в сплошном непрерывном переходе от заполнения данного пространства ощущением а к заполнению его ощущением b, с, d и т. д. Но если процесс познания есть процесс непрерывного течения времени, то спрашивается, что же создаёт устойчивость, постоянство в этом потоке ощущений? Таким консервативным, устойчивым началом является рассудок (Verstand) — то, что фиксирует познаваемое нами, устанавливая понятия. Устанавливаемые рассудком понятия вырабатываются способностью суждения, представляющей коренной акт духовной деятельности; через его посредство мы доходим и до сознания в себе разума, то есть до coзнания сознания или до самосознания. Таким образом, мы пришли к тому исходному пункту «Наукоучения», от которого отправились, как от самоочевидной истины. Следовательно, вся теоретическая философия представляет замкнутый круг.
В приведённом ходе рассуждений описан процесс познания, которым характеризуется наше теоретическое «я». Но в нашем «я» есть и практическая сторона. Взаимоотношения «я» и «не-я» в обоих случаях противоположны. С теоретической точки зрения, «я» полагает себя ограниченным через «не-я»: субъект без необходимо противополагаемого им и ограничивающего его объекта немыслим. С практической точки зрения это взаимоотношение субъекта и объекта меняется. «Я» полагает «не-я» определённым посредством «я». Центром нашего «я» является активность духа — умственное усилие и в то же время импульс воли. «Я» неудержимо стремится одухотворить, интеллектуализировать противостоящее ему «не-я» — поднять его на высшую ступень сознания, подчинить его закону разума, в котором кроется и закон совести. «Не-я» ограничивает «я», но этим оно сообщает толчок (Anstoss), задержку бесконечному стремлению «я» к господству. «Я» стремится преодолеть эту задержку. В нём пробуждаются влечения к рефлексии — но она предполагает непременно реализацию некоего объекта представления — и «я» проявляет это стремление к продуктивности. Но попытка «я» воплотить свои практические стремления, утолить ненасытимую жажду деятельности, наталкивается на ограничение со стороны «не-я». Отсюда неудовлетворённость, чувство принуждения; оно создаёт стремление к самоопределению. Самоопределение должно заключаться в свободе, в гармонии между влечением и его реализацией. Такая гармония достижима лишь непрестанной деятельностью ради деятельности, в чём и выражается «абсолютное влечение» нашего «я» — нравственный долг. У Фихте фактически различается статус не-Я в гносеологическом и онтологическом аспекте, игнорируется мысль, высказанная в «Наукоучении» о том, что не-Я существует независимо от конечного, эмпирического существа, что только в теории знания наукоучение берётся вывести из Я все возможные определения не-Я и что Я творит согласно действительной вещи, сообразуется с действительной вещью.
Как понимает Фихте свободу «я»? В нашем «я» следует различать две стороны:
- я «эмпирическое» и
- я «абсолютное».

«Я» эмпирическое — это совокупность всех внутренних (воспроизведённых) представлений, чувств и восприятий, образующих для меня внешний мир и мою личность. Одним из необходимых моментов (в логическом, а не временном смысле слова) этого процесса объективации является закон причинности. Этот закон, как и другие законы познания, беспредельно господствует над всем содержанием моего эмпирического «я», над всем миром чувственного опыта. В опыте немыслимы исключения из этого закона.
Подобно Канту, Фихте провозглашает строжайший детерминизм в области опыта. Но наше эмпирическое «я» связано с абсолютным, сверхиндивидуальным — с бессознательной основой мирового бытия, которое и есть «der Weltträger». На его существование нам необходимо указывает рефлексия, ибо объективный и принудительный характер восприятий необъясним без предположения бессознательной активности духа. Подчинена ли эта сторона нашего «я» неумолимой власти закона причинности? Очевидно — не подчинена, ибо ярмо закона причинности налагается в процессе объективации на чувственный мир именно абсолютно свободной деятельностью этого сверхиндивидуального «я».
Таково метафизическое обоснование абсолютной свободы «я»; но оно находит себе поддержку и в психологических данных внутреннего опыта. Всякое действие наше, всякая смена ощущений предопределены эмпирическими условиями; но в нашем сознании есть элемент абсолютно свободный. Это — деятельность произвольного внимания; мы обладаем «абсолютной свободой рефлексии и абстракции в отношении к теории и возможностью сообразно своему долгу направлять внимание на известный объект или отвлекать его от другого объекта, возможностью, без которой никакая мораль невозможна». Иначе говоря, активность внимания независима ни от физиологических условий, ни от психического механизма представлений, над которыми оно оперирует (точка зрения, напоминающая из психологов Джемса). Итак, мы сознаём себя свободными, и мы свободны той стороной нашего «я», которая, так сказать, обращена к абсолютному, сверхиндивидуальному. Но что нам делать с этой свободой?
Предположим, что я стою на точке зрения солипсизма, то есть предполагаю, что абсолютное «я» воплотилось лишь в одном моём эмпирическом «я». Как я могу реализовать мою свободу в чувственном мире, в окружающей меня духовной пустыне? Проявляя власть над закономерными видениями предметов, людей и животных и пользуясь ими для удовлетворения моих желаний? Но такая свобода была бы полнейшим рабством, и следовательно, жестокой иллюзией. С точки зрения солипсизма свобода неосуществима, хотя и реальна, как факт сознания; ибо всякое моё воздействие на «не-я» детерминировано. Свободное воздействие на объект познания возможно лишь при том условии, если он будет не вынуждать, принудительно вызывать во мне известные действия, как всякий чувственный предмет, но лишь побуждать к действиям. Таким побудителем к действию может быть лишь такой объект, который сам по себе есть субъект, то есть свободное самоопределяющееся существо. А таким субъектом может быть лишь вне меня находящееся, чужое, но подобное мне по своей психической организации «я».
Множественность сознаний свободных, взаимодействующих и побуждающих друг друга к коллективному преодолению косного противодействия «не-я» — вот единственное возможное условие для реализации свободы в мире. В нас нераздельно связана с процессом познания потребность к неудержимой, беспредельной деятельности ради деятельности, а между тем с точки зрения солипсизма она не находит себе никакого исхода. Поэтому неудовлетворённая моральная потребность вынуждает нас постулировать множественность однородных по организации сознаний, с которыми мы могли бы через посредство «не-я» взаимодействовать; в этом смысле «мир есть система многих индивидуальных воль».
Практически солипсизм легко опровергается. Достаточно начать обращаться с солипсистом так, «как будто вы признаете, что он говорит истину… что его самого не имеется или если и имеется, то лишь как недеятельная материя. Шутка придётся ему не по вкусу: „вы не должны этого делать“, — скажет он». Фихте подкрепляет свой моральный постулат ещё указанием на психологический факт: наше самосознание возможно лишь как социальный продукт. «Одно из основных побуждений человека — это предполагать вне себя существование разумных себе подобных существ: человеку предназначено жить в обществе; если же он живёт изолированно, то он не цельный законченный человек и противоречит сам себе».
Тем не менее, Фихте не считает с теоретической точки зрения абсолютно достоверными заключения по аналогии от сходства проявлений психической жизни у меня и у других к сходству соответствующих психических состояний. Если я нахожу сахар сладким, то я не имею объективных данных, чтобы убедиться, что и для другого он сладок. Фихте, однако, не углубляется в исследование сомнений по поводу реальности чужих «я». Для него практическая несомненность здесь является вполне достаточной: Гартман прямо приписывает Фихте теоретический солипсизм, сочетающийся с практической верой во множественность сознаний — и несомненно, что Фихте очень близок к такой точке зрения. В этом пункте особенно заметно проступает наружу идея цели, играющая такую важную роль в философии Фихте.
Сверхиндивидуальное «я» должно было распасться или, лучше сказать, воплотиться во множественность эмпирических «я», чтобы создать возможность реализации долга коллективными усилиями, возможность бесконечного приближения чувственного мира, каков он есть, к тому, каким он должен быть. «Не кажется ли, — говорит Фихте, — когда видишь взаимную нежность, соединяющую отца и мать с детьми или же братьев и сестёр между собой, — не кажется ли тогда, что души, как и тела, вышли из одного зародыша, что они тоже суть не что иное, как стебли и ветви одного и того же дерева?». Эмпирические «я» бесконечно разнообразны, несмотря на формальное тождество психической организации (однородность законов познания) всех людей; нет двух личностей с одинаковой индивидуальностью. Каждый человек есть нечто самобытное. Абсолютное «я» распадается на множественность индивидуумов, как белый луч, преломлённый призмой, распадается на цвета спектра. В противоположность Ницше, учившему впоследствии о «вечном круговороте», об абсолютной периодической повторяемости вещей и лиц, Фихте вослед за Лейбницем провозглашает неповторяемость индивидуумов. А так как у каждого индивидуума в сознании заложена идея долга — влечение к нравственной свободе, то в силу присущей ему самобытности он может реализовать эту свободу одному лишь ему свойственным путём.
Отсюда императив совести: мысли и действуй восполняется прибавкой: согласно твоему назначению, на которое тебе указывают разум и совесть. Таким образом, к миросозерцанию Фихте вполне применимо название телеологического критицизма. Было бы грубой ошибкой смешивать его с иллюзионизмом с одной стороны, с практическим солипсизмом — с другой. Поэтому все остроты, направленные на Фихте его современниками и позднейшими критиками:
- Гегелем, уверявшим, что дедукция «не-я» из «я» напоминает дедукцию денег из пустого кошелька,
- Гейне, высказывавшим сожаление о жене Фихте, реальность которой будто бы отрицалась её мужем, и т. п.

— все эти остроты идут мимо цели. Издевательства над «пустозвонством» Фихте, к которым прибегает Шопенгауэр, вызваны отчасти, вероятно, тем сильным влиянием, какое Фихте оказал на мировоззрение Шопенгауэра. По словам Куно Фишера, Шопенгауэр должен был «набросить тень на „Наукоучение“ Фихте, чтобы самому не остаться в тени».
К метафизике Фихте вполне применим удачный эпитет учения о соборности сознания (выражение С. Н. Трубецкого). Такая концепция «соборности сознания» всего менее может быть названа практическим солипсизмом, так как представляет его прямую противоположность. Тем не менее нельзя отрицать, что современный теоретический солипсизм в критической теории познания (Шуберт-Зольдерн, Введенский) ведёт своё происхождение из Фихтеанской метафизики. Фихте открыл путь к теоретическим сомнениям в доказуемости реальности многих «я» — сомнениям, которые ему самому представлялись моральной чудовищностью, но который сделались предметом психологических и философских исследований для других мыслителей.
Кто смешивает систему Фихте с иллюзионизмом (например, Дюринг), тот забывает, что, провозглашая идеальность объектов по отношению к непосредственному сознанию, Фихте относит принудительный и закономерный характер восприятия на счёт бессознательной активности сверхиндивидуального «я», которая и обеспечивает нам:
- устойчивость восприятий и
- совпадение в показаниях чувств отдельных людей по отношению к тому же восприятию.

Следовательно, об иллюзионизме здесь не может быть и речи.

### Философия права
Установив факт множественности свободных, то есть самоопределяющихся, существ, Фихте задаётся исследованием условий для их совместного существования. Таким условием является добровольное взаимное ограничение свободы. Я не могу требовать от другого разумного существа, чтобы оно меня считало за такое же разумное существо, если я сам не отношусь к нему, как к разумному, то есть свободному существу. Взаимоограничение деятельности разумных существ составляет у Фихте основу права.
Правовые нормы не суть нечто произвольно установленное человеком: нет, право есть непосредственное условие для проявления практическим «я» его деятельности, и лишь в силу реализации этой деятельности становится возможной и нравственность. На этом пункте Фихте расходится с Кантом, для которого правовые нормы были выводными из нравственного закона.
Фихте обособляет область юридическую от моральной. Право делает возможной и осуществимой нравственность, но оно не тождественно с нею. Нравственный закон есть веление совести, имеющее всеобщее и необходимое значение, — соблюдение правовых норм условно, предполагает обоюдность, взаимность; мораль распространяется на намерения — право касается лишь поступков, составляя как бы низшую ступень развития практического «я», которое в нравственности достигает наивысшей ступени.
В чём же должно проявляться взаимоограничение свободы разумных существ? Все они взаимодействуют в чувственном мире; деятельность их направлена на обработку, видоизменение того материала, какой представляет для них этот мир. Но в чувственном мире есть части, особенно тесно связанные с разумной деятельностью индивидуумов, представляющие непосредственную сферу для воплощения волевых актов в действительности: это человеческие тела. Следовательно, взаимоограничение людской свободы прежде всего заключается в предоставлении возможности каждому человеческому телу достигать полного и нормального развития. Организм человека должен быть приспособлен к выполнению тех бесконечно разнообразных действий, в каких нуждается разумное существо. Указывая на то, что тело есть орудие, воплощение воли в мире, а не препятствие для её деятельности, Фихте в корне разрушает дуалистическое представление о теле как темнице духа, как препятствии для реализации его свободы; он стремится показать, что аскетический взгляд на тело, как на нечто враждебное духу, несовместим с нравственным прогрессом.
Для Фихте неприкосновенность человеческого тела, права плоти есть нечто священное, и в этом отношении он сходится со своей метафизической полярностью — Спенсером. Но человеческие тела взаимодействуют не в пустом пространстве: для осуществления своих стремлений люди нуждаются, кроме собственного тела, в некоторых других объектах; для отдельного лица важно исключительное обладание известными вещами, так как в противном случае оно не могло бы подвергать их желаемым изменениям, встречая противодействие со стороны других лиц. Отсюда второе право — право собственности.
Фихте выводит это право ни исключительно из занятия, ни исключительно из труда или формирования, а вообще из воздействия свободной воли человека на природу. Без этого воздействия нет и права. Однако реализация свободы возможна лишь после признания её другими. Проблематическое право владения становится реальным, лишь когда владение объявлено мною, а другие признали его: тогда только владение делается собственностью. Где этого нет, там неизбежна война, являющаяся выражением бесправия. Нужно прочное обеспечение права — а оно возможно лишь если споры решаются подчинением враждующих сторон третьей, сильнейшей. Это подчинение ведёт к прочному обеспечению лишь при безусловности, при исключительном назначении охранять права договаривающихся сторон.
Таким образом, Фихте видит в государстве средство для реализации права. Не вдаваясь в исследование вопроса о том, какая должна быть форма правительства, Фихте настаивает на учреждении особого органа для надзора за правительством и для созвания народа при нарушении закона. Таковы эфоры, посредники между народом и правительством. Они не располагают никакой положительной властью: они могут только приостановить деятельность правительства и созвать народ на суд — следовательно, в их руках отрицательная власть.
Фихте глубоко верил в осуществимость своих политических идеалов и полагал, что «достаточно народу прожить полстолетия при предполагаемом им государственном строе — и самые понятия о преступлении изгладятся из его памяти» (см. Б. Н. Чичерин, «История политических учений», т. III, 397—442).
В этом понимании государства как средства для реализации идеи справедливости, в моральном энтузиазме и в интеллектуализме философии Фихте много общего с Платоном. Как Платон мечтал противопоставить разложению греческой государственной жизни идеалы «Государства», так и Фихте возлагает великие надежды на свои политические идеи и желает при помощи их возродить немецкое общество.
Есть ещё одна общая черта у Фихте с Платоном — это социалистические элементы его политики. Свои социалистические идеи Фихте развил в «Замкнутом торговом государстве». Собственность возникает в государстве. Равенство граждан государства предполагает возможность иметь одинаковое участие в общих благах. Каждый избирает себе профессию, при помощи которой предполагает приобретать средства к жизни, и обладает правом на труд, соответствующим этой профессии. Граждане образуют три состояния:
- а) производителей, добывающих грубый материал,
- b) ремесленников (художников), обрабатывающих его,
- с) купцов, которые служат посредниками мены.

Государство должно регулировать взаимоотношения этих состояний. Оно определяет количество людей для каждой профессии, следит за надлежащим выполнением работ и определяет цену каждого произведения, дабы никто не являлся эксплуататором другого. Такое внутреннее равновесие в распределении собственности при существовании внешней торговли легко может быть нарушено; для его устойчивости необходимо, чтобы частные лица прекратили торговые сношения с иностранцами и чтобы такие сношения в случае надобности устанавливались самим правительством.
Может показаться, что этот взгляд на собственность исключает то взаимообеспечение свободы граждан, которое Фихте имел в виду в своей дедукции государства. Сознавая возможность подобного возражения, Фихте ограничивает деятельность граждан строго необходимым; расплатившись с обществом в своих обязательствах, человек принадлежит себе; избыток произведений его труда составляет его неотъемлемую принадлежность; индивидуальная жизнь человека, следовательно, не поглощается нивелирующим деспотизмом государства. Весь строгий и стройный государственный механизм, созданный воображением Фихте, имеет конечной целью предоставить человеку досуг для духовного самосовершенствования.
Досуг, свобода для высших сфер духовной деятельности, то, что так ревностно охранялось евреями как божественное предписание, — вот к чему должен вести правовой порядок, намеченный Фихте. В области уголовного законодательства функция государства, по Фихте, заключается в обеспечении уважения к собственности путём принуждения. Наиболее радикальным к тому средством было бы исключение всякого члена, совершившего правонарушение; но при этом невозможно было бы обеспечить право всех, и общество легко могло бы распасться. Следовательно, приходится заменить исключение возмездием. Но возмездие за правонарушение должно быть налагаемо с согласия всех; в противном случае оно было бы воплощением несправедливости. Кто по беспечности или из эгоизма посягнул на чужие права, тот и сам должен потерять соответственную часть своих прав, дабы было восстановлено равновесие и вместе с ним справедливость. Конечно, не всегда возможно такое возмездие в точном смысле слова; особенно трудно применение этого принципа к случаям преступлений, совершенных не из эгоизма или беспечности, а из любви ко злу. В таких случаях всего рациональнее было бы исключение, но при невозможности применять его приходится прибегать к суровым исправительным мерам.
Есть, однако, один случай, в котором, по мнению Фихте, нет места исправлению: это совершение убийства с заранее обдуманным намерением. В таком случае индивидуум считается вне закона. Будет ли он казнён ради обеспечения безопасности государства или нет — это второстепенный вопрос, ибо государство в таком случае действует по отношению к лицу, стоящему вне закона, не на основании права, но на основании простой силы.
Как внутри, так и вне гражданского общества есть социальные союзы в виде семьи и международного общения. Фихте настаивает на том, чтобы основой брака признавалось свободное согласие жены, при его отсутствии государство может требовать разрыва брака. Равным образом может быть расторгнут брак в случае прелюбодеяния жены. Государство не должно брать на себя регламентацию проституции: оно должно её игнорировать.
Взаимоотношения между отдельными государствами определяются международным правом. Нарушение последнего неизбежно ведёт к войне. Таким образом, Фихте допускает войну как средство для восстановления попранного права, но высказывает надежду на возможность возникновения в будущем международного трибунала, который мог бы силой заставить народ, нарушивший международное право, подчиниться его решению. Такой арбитраж был бы надёжной гарантией вечного мира.

### Философия истории
С политическими идеалами Фихте тесно связан его взгляд на философию истории. Фихте считает возможным установить априорным путём план исторического развития человечества, и этим пролагает начало произвольным конструкциям исторического процесса, сделавшимся столь популярными в эпоху Гегеля.
В этом отношении весьма характерно одно место в переписке Фихте со знаменитым филологом Вольфом. Фихте сообщает Вольфу, что он пришёл чисто априорным путём к тем же выводам по Гомеровскому вопросу, как и Вольф. Знаменитый учёный не без ехидства замечает по этому поводу, что от некоторых народов история сохранила нам лишь имя и что было бы весьма желательно, чтобы какой-нибудь философ восстановил эту не дошедшую до нас судьбу древних народов априорным путём.
Мировоззрение Фихте чуждо эволюционного взгляда на происхождение мира и человека, какого придерживался Кант. Фихте объявляет неразрешимыми для науки и лежащими вне её области такие вопросы, как происхождение
- мира,
- человеческого рода,
- культуры и
- языка.

В этом отрицательном отношении к эволюционной точке зрения его укрепляет следующее соображение: нелепо предполагать, что разумное могло возникнуть из неразумного — «е nihilo nihil fit»; поэтому необходимо допустить уже в начале истории существование разумных существ. К этому выводу Фихте пришёл под влиянием толкования, какое Шеллинг дал первым главам «Книги Бытия».
В «Grundzüge des gegenwärtigen Zeitalters» (1806) Φихте развивает такой взгляд на историю. Человечество в своём развитии проходит пять фазисов:
1. Первобытное состояние, когда между людьми устанавливались нормальные отношения в силу простого инстинкта разума.
2. Затем эта первобытная невинность, непосредственность человеческого духа мало-помалу заглушается возрастающей греховностью; инстинкт разума глохнет в людях; лишь немногие избранные сохраняют его в себе, и в их руках он превращается в принудительный внешний авторитет, требующий от остальных безусловного, слепого подчинения.
3. Далее наступает переходная эпоха, когда авторитет, а с ним и разум низвергнуты, господство же разума в новой сознательной форме ещё не установлено. Это — современная Фихте эпоха.
4. Вслед за ней должен начаться период торжества научного знания (Vernunftwissenschaft), когда разум возведётся от уровня инстинкта на степень ясно сознанного начала, вызывающего всеобщее почитание.
5. Наконец, развитие человечества завершится развитием искусства (Vernunftkunst) — искусства воплощать разум во всех явлениях жизни, во всех формах социальных отношений. Это — апофеоз исторического процесса, наступление царствия Божия на земле.

Фихте полагает, что в постепенном развитии разума сначала в бессознательной форме (инстинкт, подчинение авторитету), потом в сознательной (наука, искусство) человечество обнаруживало постоянно двойственность своего состава. Издревле существовал нормальный народ, который окружали низшие расы — трусливые и грубые, рождённые из земли дикари («scheue und rohe erdgeborene Wilde»), жившие грубо-чувственной жизнью. Вся история представляет собой непрерывное взаимодействие нормальной расы с некультурными дикарями и постепенную победу цивилизации над варварством.

### Нравственное учение
Право, как видно из сказанного выше, составляет промежуточную ступень между природой и нравственностью. Правовой порядок соприкасается с природой, будучи механизмом духовных сил; но он соприкасается и с моральной свободой, образуя путь к её осуществлению.
Нравственный закон есть закон реализации свободы. Но он не есть пустое моральное предписание; деятельность, заключающаяся в преодолении косности природы, её противодействия духу, составляет самую сущность нашего «я», без которой невозможно даже истинное познание; следов., нет абсолютной непримиримости между природой и свободой. «Я» хочет установить в своём стремлении к свободе гармонию между желанием и достижением.
Низшим, грубейшим импульсом к деятельности «я» является стремление к счастью; но в нём природа порабощает нас, мы являемся жалкой игрушкой страстей, отдаваясь чувству приятного. Освобождение от этого примитивного влечения составляет первый необходимый шаг к свободе. Полное освобождение духа от косного начала природы неосуществимо; нравственная деятельность есть лишь непрестанный progressas in indefinitum в подчинении «не-я» нашему «я». Полное поглощение «не-я» нашим «я» есть невозможность, ибо эти понятия соотносительны: мораль есть асимптотическое приближение к абсолютной свободе. Сознание нравственного долга, голос совести в нас непогрешим: для лица, обладающего разумом и, следовательно, дающего себе отчёт в нравственном долге (разум и сознание долга неотделимы друг от друга), ошибка совести невозможна.
Ф. полагает, что нравственные заблуждения и грехи проистекают вследствие того, что разум и совесть под влиянием аффектов замутняются, но он убеждён, что ясное и отчётливое сознание долга не может совмещаться с его неисполнением. Конфликт разума и воли для него, как и для предшествующих рационалистов, представляет психологическую невозможность (Платон, Декарт). «Video meliora proboque — deteriora sequor» не принимается им в соображение. Сознавать свой долг и действовать наперекор ему — «это было бы чем-то воистину дьявольским; но это невозможно».
В сочинении «Ascetik als Anhang zur Moral» Φихте даёт психологические указания, как освободить наш разум и совесть от возмущающего влияния страстей. Главным препятствием к исполнению долга являются привычные ассоциации между известными представлениями и чувствами, импульсами etc. Эти ассоциации в момент нашей решимости действовать согласно долгу влекут нас нередко роковым образом в противоположную сторону и парализуют наши добрые намерения. Чтобы ослабить власть аффектов над духом, надо как можно чаще размышлять над ними: рефлексия ослабляет чувства, они под её влиянием тускнеют, слабеют. Познание, как заметил уже Спиноза, есть путь к преодолению страстей. Грубым влечениям нужно противопоставлять нравственные чувства — презрения к нарушению нравственного закона и уважения к его святости.
Обязанности Фихте подразделяет на условные (общие и частные) и безусловные (общие и частные). К общим условным обязанностям прежде всего относится долг самосохранения, запрещающий самоубийство, пост, разврат, чрезмерный труд, неэкономичную трату духовных сил, и повелевающий гигиенический образ жизни, приспособление духовных и физических сил к роду деятельности, умственное развитие. К частным условным обязанностям относится долг избрать себе в жизни и обществе определённое назначение. К общим безусловным обязанностям относятся запрещения совершать какое-либо насилие над ближними, делать какое-либо посягательство на чужое тело как орудие свободной воли (рабство, пытки); повеление любить других, как себя, и вытекающие отсюда запрещение лгать и обманывать (столь же безусловное, как и у Канта: нет никакой pia fraus) и повеление распространять истину и знание; запрещение всяческих посягательств на чужую собственность и повеление доставлять другому средства к жизни тем трудом, на который он способен, но не милостыней, и т. д. К этому присоединяется обязанность пробуждать в других добрым примером идею долга и нравственное самосознание и притом по отношению не только к отдельным лицам, но и к обществу. К безусловным частным обязанностям относятся обязанности семейные и гражданские — обязанности низших классов (рабочие, фабриканты, купцы) и высших (учёные, артисты, воспитатели) к взаимоуважению, отношения обоих классов к государству.
В сочинении «О назначении учёного» Фихте старается подчеркнуть моральное и социальное значение науки в государстве. Руководителями общественной жизни должны быть учёные и философы — эти «жрецы истины». Долг учёного — самоотверженная, бескорыстная любовь к истине и стремление всячески распространять её, но без всякого ущерба её достоинству. Стоя за самую широкую демократизацию науки и философии, Фихте резко осуждает популярничанье профессоров и поверхностную общедоступную болтовню, выдаваемую за последнее слово философии и положительного знания. Взгляды его на высокую роль учёного в государственной жизни напоминают подобные же идеи у О. Конта.

### Эстетика
Согласно Фихте, предметом эстетики следует считать эстетический способ видения вещей. Приводя свою классификацию наук, немецкий мыслитель помещает эстетику между практической и теоретической философиями. Теоретическое наукоучение занимается полной экспликацией мира, а также тем, каким образом мир определяется законами мышления, что впоследствии приводит к возникновению эмпирических наук. Этика, или практическое наукоучение, возникает, когда люди наблюдают за всеобщим, не данном в опыте, и результатом этого наблюдения становится нечто идеальное.
Фихте вводит разделение точек зрения на трансцендентальную и общую. Обе части наукоучения стоят на трансцендентальной точке, на которой мир делается, а на общей же он даётся. На эстетической точке зрения мир дан в соответствии с тем, как он сделан. Настоящий философ возвышает себя и других на трансцендентальную точку зрения благодаря труду, тем временем как прекрасный дух уже стоит на ней, однако не может мыслить её определённо.
Немецкий мыслитель размышлял об образовании человека и считал, что учёный образовывает лишь рассудок, моральный учитель народа озабочен только сердцем, а прекрасное искусство образует объединённого человека, оно обращается не к сердцу или рассудку, но к целой душе как сумме первых. Мир, или природа, есть предмет нашего наблюдения и имеет две стороны. В пространстве каждую фигуру можно рассматривать или как некое ограничение соседними телами, или как выражение внутреннего чувства и силы самого её тела. В первом случае видится лишь искривление и безобразие, но если следовать последнему, то видна полнота сил природы, сама жизнь, красота. То же самое и в отношении к нравственному закону: с одной стороны, он подавляет наши природные склонности, и мы являемся его рабами, но с другой стороны, он есть мы сами, ведь этот закон приходит из глубины нашего существа, мы ему повинуемся так, как повинуемся сами себе. И вот тут можно выявить главную черту прекрасного духа: он видит все с прекрасной стороны, все для него является свободным и живым.
Мир прекрасного духа обитает именно внутри человека. Посредством прекрасного искусства человек приходит к самому себе и становится единородным (einheimisch), он отрывается от данной природы и приходит к самостоятельности. Нравственный закон побуждает к самостоятельности посредством понятий, а эстетическое чувство приходит к этому непосредственно, поэтому Фихте полагает, что оно есть не добродетель, но лишь подготовка к ней. Эстетическое чувство приходит само собой, поэтому никого нельзя заставить заботиться об эстетическом образовании народа. Не стоит делать из себя художника против воли природы — художник должен родиться. Он должен стремиться воплотить идеал, находящийся в своей душе, и остерегаться корысти и жажды сиюминутной славы, потакая безвкусию толпы.
Ложно утверждение, что прекрасно то, что нравится, ведь необразованному человеку нравится самое безвкусное просто потому, что оно модно; а действительно превосходные творения искусства не получают одобрения, так как люди ещё не развили того чувства, которым они должны восприниматься. Распространение безвкусицы лишь мешает истинному образованию, поэтому каждый должен стремиться развить свой вкус. 

### Социальная педагогика
Знаменитые «Речи к немецкому народу», произнесённые Фихте в Берлине в зимний семестр 1807—1808 г., замечательны как философское освещение вопроса о национальности и национальном воспитании.
В более ранних сочинениях Фихте стоит на космополитической точке зрения; в «Речах» он является горячим патриотом. Нельзя сказать, чтобы эти две точки зрения (общечеловеческая и национальная) у Фихте являлись исключающими одна другую. Социальный характер этики и метафизики не исключал у Фихте индивидуализма: каждое эмпирическое «я» должно реализовать нравственный закон некоторым ему одному свойственным самобытным путём.
Социализм Фихте отнюдь не исключает полного индивидуализма в сфере духовной деятельности: ведь вся социальная организация предназначена именно для предоставления возможности каждому наилучше утилизировать его досуг для личного совершенствования. Точно так же не противоречит общечеловеческим идеалам и любовь к родине. Предоставляя каждой нации, как социальной группе, обладающей только ей присущими особенностями, предаваться свободному духовному творчеству, Фихте призывает немецкое народное самосознание к раскрепощению от уз поверхностной подражательности. В этом отношении есть нечто общее между Фихте и российскими славянофилами старой формации: только у Фихте с большей ясностью указана та черта, за которой национализм из законного и необходимого условия для самобытной творческой деятельности духа становится лозунгом насильничества, бесправия и жестокости.
Под влиянием Фихте сложились, по-видимому, воззрения на национальный вопрос у Владимира Соловьёва и А. Д. Градовского («Возрождение Германии и Фихте Старший», Собрание сочин., т. VI, стр. 107). Призывая немцев к нравственному возрождению, Фихте видит единственный путь к нему в новом национальном воспитании. Он предлагает основать государственные учреждения, в которых воспитывались бы дети грядущих поколений. В этих заведениях должны отсутствовать сословные ограничения; всякому соответственно его способностям должна быть предоставлена полная возможность получить как низшее и среднее, так и высшее образование.
В воспитании главное внимание должно быть обращено не на накопление знаний, а на развитие разума и характера. Поэтому самодеятельность учащихся должна быть всегда на первом плане: это одинаково касается как среднего, так и высшего образования (Фихте выдвинул значение практических работ в университете). В учебно-воспитательных заведениях должны воспитываться дети обоего пола и притом совместно — мысль, уже намеченная до Фихте Платоном и Лепеллетье де Сен-Фаржо в эпоху Конвента и нашедшая в XIX веке успешное осуществление в Швеции, Финляндии и Америке, а затем и в других странах. В юношестве надо воспитывать способность к усилию; для этого важно позаботиться о физическом воспитании. Наряду с этим каждый ребёнок должен обучаться ремеслу, ручной труд имеет огромное воспитательное значение. Обстановка училищ должна быть плодом труда самих учеников; они должны выучиться сами готовить себе пищу, шить одежду и т. д. В школе должна господствовать полная общность имуществ: «пусть всякий сознаёт, что он принадлежит общине и должен разделять с нею удобства и неудобства жизни».
Умственное воспитание должно быть проникнуто духом философского единства. Фихте уже задумывается над мыслью о распространении в массах философии — мыслью, которая впоследствии так занимала Конта и Гегеля. Он мечтает о том, чтобы критический идеализм стал всеобщим достоянием, но его пугает трудность задачи. «Теория познания должна охватывать всего человека, она может быть усвоена лишь совокупностью всех душевных способностей; она не может стать общепризнанной философией, пока воспитание будет убивать в большинстве людей одну духовную способность за счёт другой: воображение — на счёт рассудка, рассудок — на счёт воображения, или и то, и другое — на счёт памяти».

## Сочинения Фихте
- «Versuch d. Kritik aller Offenbarung» (1792);
- «Zurückforderung der Denkfreiheit von den Fürsten Europas, die sie bisher unterdrückten»; «Beiträge zur Berichtigung der Urtheile des Puhlicums über die französische Revolution»; «Beweis der Unrechtmäßigkeit des Büchernachdrucks» (1793);
- «Über den Begriff der Wissenschaftslehre oder der sogenannten Philosophie» и «Grundlage der gesammten Wissenschaftslehre» (1794);
- «Grundlage des Naturrechts nach Principien der Wissenschaftslehre» (1796);
- «System der Sittenlehre nach Principien der Wissenschaltelehre» (1798; статья, давшая повод к обвинению Ф. в атеизме);
- «Воззвание к публике» по поводу обвинения в атеизме (1799);
- «Die Bestimmung des Menschen»; «Der geschlossene Handelstaat» (1800) /Замкнутое торговое государство/;
- Sonnerklare Bericht an das grössere Publikum über das eigentliche Wesen der neuesten Philosophie. Ein Versuch, die Leser zum Verstehen zu zwingen (1801)
- «Darstellung der Wissenschaftslehre» (1801);
- «Grundzüge des gegenwärt. Zeitalters»; «Anweisung zum seligen Leben»; «Ueber das Wesen des Gelehrten etc.» (1806);
- «Reden an die deutsche Nation» (1808);
- «Die Tatsachen des Bewusstseins» (1810).

### На русском языке
- И. Г. Фихте. Сочинения в 2-х томах. — СПб.: Мифрил, 1993. — 1485 с. — ISBN 5-86457-003-6, ISBN 5-86457-004-4.
- И. Г. Фихте. Речи к немецкой нации. Перевод с немецкого: А. А. Иваненко. Изд: Наука, СПб, 2009 г, — 352 с. — ISBN 978-5-02-026353-6
- И. Г. Фихте. Замкнутое торговое государство. Перевод с немецкого Э. Э. Эссена. Изд. КПАССАНД, 2010 г. — 162 с. — ISBN 978-5-396-00261-6
- И. Г. Фихте. Ясное, как солнце, сообщение широкой публике о подлинной сущности новейшей философии. Попытка принудить читателей к пониманию. — Ленанд, 2016. — 112 с. — (Из наследия мировой философской мысли. История философии). — ISBN 978-5-9710-3281-6.